# Kanton Bocholt
Der Kanton Bocholt war zwischen 1811 und 1816 eine Einheit der zentralistischen französischen Verwaltungsstruktur im Gebiet der heutigen Städte Bocholt, Rhede, Isselburg und Hamminkeln. Der Kanton bestand aus den Mairien Anholt (einschließlich Werth), Bocholt, Dingden, Liedern sowie Rhede und gehörte zum Arrondissement Rees, Département Lippe. 1813 zählte er 16.083 Bewohner.

## Geschichte
Durch Senatsbeschluss vom 13. Dezember 1810 hatte das Kaiserreich Frankreich zwecks besserer Durchsetzung der gegen das Vereinigte Königreich verhängten Kontinentalsperre beschlossen, die Gebiete einiger mit ihm im Rheinbund verbündeter Staaten zwischen dem Niederrhein und Lübeck zu annektieren, so auch das Fürstentum Salm. Am 28. Februar 1811 entbanden die kondominial regierenden Fürsten Konstantin zu Salm-Salm und Friedrich IV. zu Salm-Kyrburg dem „Drange der Umstände weichend und im festen Vertrauen auf die Zusicherung angemessener Entschädigung“ ihre Beamten und Landeseinwohner von den „Untertanspflichten“ und forderten sie „zur Fortsetzung der bisher bezeugten Treue und Anhänglichkeit gegen ihren nunmehrigen neuen Landesherrn“ auf, den Kaiser Napoleon. Am gleichen Tag ließ der ins Fürstentum Salm entsandte kaiserlich-französische Kommissar Théobald Reichsbaron von Bacher in der salmischen Landeshauptstadt Bocholt bekanntgeben, dass das Kaiserreich Frankreich am 22. Januar 1811 vom Lande Besitz ergriffen habe und forderte dessen Einwohner in den Ämtern Ahaus und Bocholt sowie in den Herrschaften Anholt, Werth und Gemen auf, ihrem jetzigen Souverän den Eid der Treue und des Gehorsams zu leisten.
Zunächst wurde das Land unter die Administration des Präfekten des Départements Yssel-Supérieur in Arnheim gestellt, bis mit Regelung vom 27. April 1811 das Département Lippe mit dem Hauptort Münster gegründet wurde. Unterhalb dieser Ebene wurde das Verwaltungsgebiet in Arrondissements eingeteilt, die Arrondissements Münster, Neuenhaus, Rees und Steinfurt. Das Arrondissement Rees im Westen des Départements Lippe wurde in sechs Kantone gegliedert, die Kantone Bocholt, Borken, Emmerich, Rees, Ringenberg und Stadtlohn.
Im Bereich des früheren Amtes Bocholt (Stadt und Kirchspiel Bocholt, Kirchspiele Rhede und Dingden) sowie der Herrschaften Werth und Anholt wurde der Kanton Bocholt errichtet und der Leitung des salmischen Hofkammerrats Anton Diepenbrock unterstellt, dem Vater des späteren Kardinals Melchior von Diepenbrock. Wenige Monate später erfolgte die munizipale Untergliederung des Kantons in fünf Mairien, die Mairien Anholt (einschließlich Werth), Bocholt, Dingden, Liedern und Rhede. Am 1. März 1811 ließ Frankreich für das Gebiet die französischen Gesetzbücher, die Cinq codes, einführen. An die Stelle des Stadt- und Landgerichts Bocholt trat ein Friedensgericht, dessen Sprengel der Kanton Bocholt war. Im Herbst des Jahres begannen französische Militärkonskriptionen und die Beschlagnahmung von Klöstern, auf deren Einziehung die salmischen Fürsten noch verzichtet hatten. Am 1. Januar 1812 wurde das französische Steuersystem eingeführt.
Nach der Völkerschlacht bei Leipzig, in deren Verlauf Frankreich und seine Verbündeten eine entscheidende Niederlage gegen die alliierten Streitkräfte Russlands, Österreichs, Preußens und Schwedens erlitten, erreichte am 15. November 1813 eine Kosaken-Patrouille der alliierten Nordarmee die Stadt Bocholt, den Sitz des Kantons Bocholt. Bald folgte weiteres Militär. Am 19. November 1813 bestellte das Königreich Preußen im Rahmen des alliierten Zentralverwaltungsdepartements Ludwig von Vincke zum Zivilgouverneur des Generalgouvernements zwischen Weser und Rhein, dem auch das Gebiet des Kantons Bocholt angehörte. Am gleichen Tag machte der in Münster weilende preußische General von Bülow den salmischen Fürsten bekannt, dass Preußen eine Wiederaufnahme ihrer Landesherrschaft nicht dulden werde.
Mit der Wiener Kongressakte vom 9. Juni 1815 wurden die neuen Herrschaftsverhältnisse in Westfalen zugunsten Preußens festgeschrieben. Noch vor dieser völkerrechtlichen Regelung führte das Königreich Preußen durch Bekanntmachung vom 9. September 1814 mit Wirkung zum 1. Januar 1815 das Preußische Allgemeine Landrecht und die Allgemeine Gerichtsordnung ein. Am 15. April 1816 wurden die Kantone Bocholt, Borken und Stadtlohn zu einem provisorischen Verwaltungsdistrikt zusammengelegt. Am 10. August 1816 erfolgte die Gründung des Kreises Borken, dem auch das Gebiet des früheren Kantons Bocholt angehörte. Das neue Kreisgebiet war in acht Bürgermeistereien gegliedert, in denen die französische Munizipalverfassung noch bis zum 18. März 1835 (Einführung der preußischen revidierten Städteordnung von 1831) Anwendung fand.